# Milutin Šoškić
Milutin Šoškić (serbokroatisch-kyrillisch Милутин Шошкић; * 31. Dezember 1937 in Jablanica bei Peć, Jugoslawien, heute Kosovo; † 27. August 2022) war ein jugoslawischer Fußballspieler und -trainer.

## Sportliche Laufbahn
Der Torwart wuchs in Peć in der heutigen Republik Kosovo auf. Mit neun Jahren zog er mit seinen Eltern nach Belgrad, wo er sein Abitur machte. Šoškić begann seine sportliche Laufbahn bei Roter Stern Belgrad als Mittelfeldspieler. Noch als Jugendlicher wechselte er zum Lokalrivalen Partizan Belgrad, bei dem er in der B-Jugend zum Torwart wurde. Mit 17 spielte er erstmals in der ersten Herrenmannschaft. Šoškić war bis 1966 Torhüter und Kapitän bei Partizan Belgrad und wurde in dieser Zeit viermal jugoslawischer Meister und einmal Pokalsieger sowie erreichte in der Saison 1965/66 das Finale im Europokal der Landesmeister.
Anschließend spielte er bis 1971 beim 1. FC Köln. Dort verdrängte er Toni Schumacher und war zwei Jahre lang Stammkeeper, bis er sich in der Spielzeit 1968/69 zwei Schienbeinbrüche zuzog. Das hätte fast den Abstieg nach sich gezogen, da während der Saison noch keine Spieler nachverpflichtet werden durften und der Verein keinen gleichwertigen Vertreter hatte. Der 1. FC Köln verpflichtete dann Manfred Manglitz, hinter dem Šoškić noch zwei Jahre lang eine zuverlässige Nummer 2 war.
Zur Aufdeckung des Bundesliga-Skandals trug 1971 indirekt bei, dass der nicht eingeweihte Šoškić gegen Kickers Offenbach anstelle von Manglitz das Kölner Tor hütete und das Spiel 4:2 für Köln endete. Seine größten Erfolge beim 1. FC Köln waren der Pokalsieg 1968 (4:1 gegen den VfL Bochum) und das nach Verlängerung verlorene Endspiel 1971 (1:2 gegen FC Bayern München), wiederum als Vertreter des gesperrten Manglitz.
Šoškić war von 1959 bis 1966 jugoslawischer Nationalkeeper. 1960 wurde er bei der EM in Frankreich Vizeeuropameister und im selben Jahr auch Olympiasieger. Sein Debüt in der Nationalmannschaft gab er am 11. Oktober 1959 in Belgrad, als er im Spiel gegen Ungarn beim Stande von 2:2 (Endstand 2:4) eingewechselt wurde. Bei der Fußball-Weltmeisterschaft 1962 in Chile stand er im Tor, als seine Mannschaft im Viertelfinale Deutschland mit 1:0 bezwang. Jugoslawien wurde am Ende Vierter und Šoškić zum besten Torhüter des Turniers gewählt. 1963, beim Spiel einer Weltauswahl, die im Wembley-Stadion gegen England spielte, löste er in der zweiten Halbzeit den sowjetischen Torwart Lew Jaschin im Tor der Auswahl ab. 1964 stand Šoškić im Tor der jugoslawischen Mannschaft, die in Belgrad 2:7 gegen eine Europaauswahl verlor.
Nach Beendigung seiner Laufbahn absolvierte er eine Trainerausbildung, nach der er den Erstlisgisten OFK Belgrad und den Zweitligisten OFK Kikinda trainierte. Von 1979 bis 1990 war er Assistenztrainer bei Partizan Belgrad. 1993 begann er eine neue Karriere in den Vereinigten Staaten als Torwarttrainer der Nationalmannschaft. Diesen Posten, den er bei den Weltmeisterschaften 1994, 1998 und 2002 ausübte, hatte er bis 2006. Šoškić wohnte in Bakersfield, Kalifornien. Er starb 84-jährig im August 2022.

## Erfolge
- 1960: Olympiasieger
- 1960: Vize-Europameister
- 1966: Finale Europapokal der Landesmeister
- 1968: DFB-Pokalsieger und Vierter
- 1969: EC-Halbfinale
- 1970: DFB-Pokalfinale und Vierter
- 1971: DFB-Pokalfinale und MC-Halbfinale